# Aulacaspis aceris
Aulacaspis aceris är en insektsart som beskrevs av Takahashi 1935. Aulacaspis aceris ingår i släktet Aulacaspis och familjen pansarsköldlöss.
Artens utbredningsområde är Taiwan. Inga underarter finns listade i Catalogue of Life.